# Анциферовичи (Мишиничи)
Анци́феровичи (Мишиничи) — первоначально Онци́феровичи, новгородский посадский род.
В XIII и XIV веках возглавляли Великий Новгород, являлись одной из основных политических группировок в городе. В XV веке были отстранены от управления Борецкими. В XVI веке были переселены в Московские земли. Разорились в 1701 году, утратив дворянское звание. Однако, в 1823 году по Высочайшему повелению императора Александра I им было возвращено дворянство.

## Представители
- Михаил Мишинич (ум.1280) — новгородский посадник (1272 и 1273-80)
- Юрий Мишинич (ум.1316) — новгородский посадник (1291-92 и 1304-05)
- Варфоломей Юрьевич (ум.1342)— новгородский посадник (1331-32)[2]
- Матвей Варфоломеевич  — новгородский посадник (1345 год)
- Лука Варфоломеев[2][3]
- Онцифер Лукич (ум.1367)— новгородский посадник (1350-54)[2]
- Юрий (Георгий) Онцифорович[2]
- Дорофей Анциферов — крупный помещик, владевший землями в Орловском уезде (XVII век)